# Coccophagus bogoriensis
Coccophagus bogoriensis is een vliesvleugelig insect uit de familie Aphelinidae. De wetenschappelijke naam is voor het eerst geldig gepubliceerd in 1897 door Koningsberger.